# Závody ťažkého strojárstva Dubnica nad Váhom
Závody ťažkého strojárstva Dubnica nad Váhom, akciová spoločnosť byl jeden z nejvýznamnějších strojírenských podniků na Slovensku v 2. polovině 20. století. V 80. letech zaměstnával až 15 000 pracovníků.

## Názvy (od roku 1950)
- 1950–1953 Škodove závody, n.p. v Dubnici nad Váhom
- 1953–1962 Závody K. J. Vorošilova, n. p.
- 1962–1978 Strojárske a metal. závody, n. p.
- 1978–1990 Závody ťažkého strojárstva, n. p. v Dubnici nad Váhom (zkratka ZTS nebo ZŤS)
- 1990–1996 Závody ťažkého strojárstva Dubnica nad Váhom, štátny podnik
- od 1996: Závody ťažkého strojárstva Dubnica nad Váhom, akciová spoločnosť

## Výroba
Do konce druhé světové války se zde vyráběly vojenské stroje, po druhé světové válce mostní konstrukce, vlečné vozy, přístavní jeřáby, soustruhy aj. Od roku 1957 se vyráběly také důlní výztuže, válcovací zařízení a lokomotivy, od roku 1970 axiální hydrostatické převodníky a od roku 1977 i rypadla. Koncem 80. let se vyráběly zmíněné převodníky a rypadla, dále vysokozdvižné vozíky, úpravny k válcovacím tratím, pily na kov, kardany, torzní tyče a podobně.

## Historie
Podnik byl založen v období předválečné konjunktury v roce 1937. Tehdejší zbrojovka patřila koncernu Škoda Plzeň a vyráběla dělostřelecké zbraně. Během války byl podnik pod kontrolou Hermann-Göring-Werke a vyráběl pro Německo dělostřelecké zbraně, munici, součástky námořních torpéd či leteckých motorů. Na sklonku války byla připravována i výroba součástek raket V2. V roce 1942 zaměstnával podnik 4669 pracovníků. Při náletu amerických bombardérů 7. července 1944 byl závod z velké části zničen.
Po válce byl závod postupně obnovován. Podnik v poválečném období vyráběl širokou paletu civilních zařízení a strojů. Mosty, stavební stroje, průmyslové linky, lokomotivy a jiné.
Značnou část výroby podniku tvořila produkce zbraní, např. věží pro BVP. Po roce 1989 se věnoval výrobě ShKH Zuzana či modernizaci obrněné techniky.
Od roku 1950 národní podnik, od roku 1990 státní podnik, od roku 1996 akciová společnost, od roku 1999 (2007?) v konkurzu.